# 東海 (小惑星)
東海（とうかい、2478 Tokai）は、小惑星帯にある小惑星。愛知県東海市で古田俊正によって発見された。
発見地の東海市に因んで命名された。
オンドレヨフ天文台で2007年1月20日から28日にかけて行われた光度曲線観測によって衛星が発見され、同年1月30日に公表された。S/2007 (2478) 1という仮符号を付けられた衛星の大きさは主星にかなり近く (~7 km)、二重小惑星とみなすこともできる。両者は 20 km ほどの間隔で、互いに同じ面を向け合ったまま回っていると見られている。